# Ammodytes personatus
Ammodytes personatus és una espècie de peix de la família dels ammodítids i de l'ordre dels perciformes. Poden assolir fins a 15 cm de longitud total.
Es troba al Pacífic nord-occidental des del Mar del Japó fins a l'illa de Hokkaido al Japó i al Pacífic nord-oriental a Alaska.